# Sula Sgeir
Sula Sgeir (IPA: [ˈsułə skʲerʲ]) egy apró, lakatlan sziget az Északi-Atlanti-óceánon, North Ronától 18 km-re nyugatra. A Brit-szigetek egyik legfélreesőbb tagja; a Lewis-szigettől több mint 65 km-re északra fekszik. Leginkább szulapopulációjáról ismert.
Bár látszólag emberek számára nagyon barátságtalan a környezet, egy Taigh Beannaichte („áldott ház”) nevű kőépület romjai megtalálhatók a keleti Sgeir an Teampaill fokon. A szigetet alkotó kemény gneiszszikla hosszú darabokra törik, amely kiváló építőanyag menedékkunyhók és kőoszlopok építésére, de a kemény, durva kődarabok és éles szikák miatt nehezen járható.
A tenger a sziget déli részén látványos, egymással összefüggő barlangokat vájt ki, amelyek csendes időben gumicsónakkal megközelíthetők. A sziget déli részén (Sròn na Lice) álló apró világítótornyot az atlanti viharok során a sziklán átcsapó hullámok gyakran megrongálják.
Mindezek ellenére meglepő a vegetáció mennyisége; különösen látványos a júniusban virágzó tengerparti pázsitszegfű (Armeria maritima).

## Fordítás
- Ez a szócikk részben vagy egészben a Sula Sgeir című angol Wikipédia-szócikk ezen változatának fordításán alapul.  Az eredeti cikk szerkesztőit annak laptörténete sorolja fel. Ez a jelzés csupán a megfogalmazás eredetét és a szerzői jogokat jelzi, nem szolgál a cikkben szereplő információk forrásmegjelöléseként.